# Список замков Ист-Эршира
Ниже представлен список замков в округе Ист-Эршир, Шотландия.
| Название                                       | Тип                   | Дата постройки | Состояние           | Изображение | Владение                      | Примечания |
| ---------------------------------------------- | --------------------- | -------------- | ------------------- | ----------- | ----------------------------- | --- |
| Замок Айкет (англ. Aiket Castle)               | рыцарская башня       | конец XV в.    | восстановлен        |             | частная собственность         | Построен кланом Каннингем. Перешёл к клану Данлоп в XVIII веке. Постепенно разрушался, сгорел дотла в 1960-х годах.                                            |
| Замок Охинкло (англ. Auchincloigh Castle)      | рыцарская башня       | XV в.          | фрагментарные руины |             | частная собственность         | Построен кланом Кроуфорд. Использовался до начала XVIII века, затем заброшен. К началу XIX века лежал в руинах.                                                |
| Замок Барр (англ. Barr Castle)                 | рыцарская башня       | XV в.          | сохранился          |             | Масоны                        | В замке располагается масонская ложа и музей. Фото 1900 года.                                                                                                  |
| Замок Борланд (англ. Borland Castle)           | рыцарская башня       | XV в.          | не сохранился       |             | частная собственность         | В 1820-е годы ещё были заметны руины. |
| Замок Басби (англ. Busbie Castle)              | рыцарская башня       | XIV в.         | фрагментарные руины |             | частная собственность         | Лежал в руинах как минимум с 1770-х годов. Снесён в 1950-е годы. Фото 1912 года.                                                                               |
| Замок Капрингтон (англ. Caprington Castle)     | донжон                | XV в.          | перестроен          |             | частная собственность         | С 1385 года во владении Уоллесов из Сандрума, в 1400 году перешёл к Каннингемам. Расширен и перестроен в 1830-е годы. Частная резиденция.                      |
| Замок Карнелл (англ. Carnell Castle)           | рыцарская башня       | XV в.          | перестроен          |             | частная собственность         | Перестроен в особняк стиле шотландских баронов в 1843 году. Частная резиденция и гостиница.                                                                    |
| Замок Сеснок (англ. Cessnock Castle)           | рыцарская башня       | XIII в.        | перестроен          |             | частная собственность         | Изначально во владении Кэмпбеллов. В 1820-е годы в честь замка был назван город Сеснок в Австралии. Частная резиденция.                                        |
| Замок Корсхилл (англ. Corsehill Castle)        | рыцарская башня       | XVI в.         | руины               |             | частная собственность         | Построен кланом Каннингем. |
| Замок Кроуфурдленд (англ. Craufurdland Castle) | рыцарская башня       | XVI в.         | перестроен          |             | частная собственность         | Построен кланом Кроуфорд. В XIX веке расширен и перестроен в готический особняк. Частная резиденция.                                                           |
| Замок Далларс (англ. Dallars Castle)           | рыцарская башня       | XV в.          | перестроен          |             | частная собственность         | Многие годы был во владении Каннингемов. Перестроен в особняк.                                                                                                 |
| Замок Дин (англ. Dean Castle)                  | четырёхугольный замок | ок. 1350       | восстановлен        |             | Городской совет Ист-Эршира    | Построен кланом Бойд. Восстановлен в 1935—1936 годах. В 1975 году 9-й барон Говард де Уолден передал его городу Килмарнок. Ныне музей.                         |
| Замок Данлоп (англ. Haining Place)             | неизвестно            | XIV в.         | не сохранился       |             |                               | Принадлежал Данлопам из Эршира. В 1833 году на месте замка построили дом в яковианском стиле. Отсюда якобы произошёл сыр Данлоп.                               |
| Хайнинг-плейс (англ. Dunlop Castle)            | рыцарская башня       | XVI/XVII вв.   | руины               |             | частная собственность         | Сохранился сводчатый подвал. Принадлежал Россам из Хайнинга. Используется для размещения рабочих.                                                              |
| Замок Керс (англ. Kerse Castle)                | неизвестно            | XIII в.        | не сохранился       |             |                               | Построен кланом Кроуфорд. Разобран на строительный материал прибл. в 1760 году.                                                                                |
| Замок Килморс (англ. Kilmaurs Castle)          | рыцарская башня       | XV в.          | не сохранился       |             | частная собственность         | Вероятно построен кланом Каннингем. На его месте построен Килморс-плейс.                                                                                       |
| Замок Кингенкло (англ. Kingencleugh Castle)    | рыцарская башня       | ок. 1620       | руины               |             | частная собственность         | Принадлежал Кэмпбеллам из Сеснока. Прибл. в 1765 году рядом построен особняк.                                                                                  |
| Замок Кайл (англ. Kyle Castle)                 | рыцарская башня       | XV в.          | фрагментарные руины |             | Маркиз Бьют                   | К концу XVIII века заброшен и лежал в руинах. Название предполагает, что замок играл важную роль.                                                              |
| Замок Лейншоу (англ. Lainshaw Castle)          | замок                 | XV в.          | перестроен          |             | частная собственность         | Построен Стюартами, в 1570 году перешёл к Монтгомери. Элементы замка встроены в Лейншоу-хаус в XVII и XVIII веках. Рисунок XVII века.                          |
| Замок Лефнорис (англ. Lefnoreis Castle)        | рыцарская башня       | XV в.          | руины               |             | The Prince’s Charities        | Построен кланом Кроуфорд. |
| Замок Лох-Дун (англ. Loch Doon Castle)         | замок                 | конец XIII в.  | руины               |             | Historic Environment Scotland | Изначально во владении графов Каррик. В 1446 году захвачен Уильямом, 8-м графом Дуглас. В XVI веке разрушен Яковом V. В 1930-е годы перенесён на другое место. |
| Замок Лаудон (англ. Loudoun Castle)            | четырёхугольный замок | 1804—1811      | обширные руины      |             | частная собственность         | Построен на основе оригинального замка XV века. Сгорел в 1941 году. Часть тематического парка в 1995—2010 годах.                                               |
| Замок Мохлин (англ. Mauchline Castle)          | рыцарская башня       | ок. 1450       | сохранился          |             | частная собственность         | Также известен как Башня аббата Хантера, поскольку на своде имеется герб аббата Эндрю Хантера (ок. 1444—1471). В 1980 году был в плохом состоянии.             |
| Замок Мартнахам (англ. Martnaham Castle)       | замок                 | XVI/XVII вв.   | руины               |             | частная собственность         | Часть старой баронии Мартнахам. К 1860 году лежал в руинах. |
| Башня Ньюмилнс (англ. Newmilns Tower)          | рыцарская башня       | 1530-е         | восстановлена       |             | частная собственность         | Построена Кэмпбеллами из Лаудона. Восстановлена в 1997 году. Частная резиденция.                                                                               |
| Замок Полкелли (англ. Polkelly Castle)         | рыцарская башня       | XIV в.         | не сохранился       |             | частная собственность         | Построен кланом Мур. Использовался до XVI века. В 1850-е годы камень с руин замка использовался для постройки дороги.                                          |
| Замок Риккартон (англ. Riccarton Castle)       | неизвестно            | до 1297        | не сохранился       |             |                               | На пожарной станции установлена мемориальная доска. |
| Замок Робертленд (англ. Robertland Castle)     | рыцарская башня       | XVI в.         | насыпь              |             | частная собственность         | Принадлежал клану Каннингем. В 1820 году из камня с руин выстроен Робертленд-хаус.                                                                             |
| Замко Роуллен (англ. Rowallan Castle)          | замок                 | XVI в.         | сохранился          |             | частная собственность         | Построен Кэмпбеллами из Лаудона. Передан «Исторической Шотландии» 3-м бароном Роуллен. В 1989 году вернулся Кэмпбеллам, когда замок приобрёл Найалл Кэмпбелл.  |
| Замок Сорн (англ. Sorn Castle)                 | рыцарская башня       | 1409           | перестроен          |             | частная собственность         | В 1860 году перестроен Дэвидом Брайсом в стиле шотландских баронов, расширен в 1909 году. Гостиница.                                                           |
| Замок Тринган (англ. Terringzean Castle)       | замок                 | ок. 1696       | руины               |             | частная собственность         | Построен Кэмпбеллами из Лаудона. На территории поместья Дамфрис-хаус.                                                                                          |
| Замок Траббох (англ. Trabboch Castle)          | рыцарская башня       | XIV в.         | руины               |             | частная собственность         | Построен кланом Бойд. Бо́льшая часть каменной кладки замка использована для строительства близлежащей фермы.                                                    |